# وقائع اليمن
وقائع اليمن : أنثروبولوجيا الحرب والوساطة (هيل &amp; وانغ, 2005, (ردمك 0809027259)) هو كتاب كتبه الأستاذ بجامعة هارفارد ستيف كاتون. يحتوي الكتاب على دراسة الأنثروبولوجية استمرت سنوات طويلة في اليمن. يحتوي الكتاب على شكلين: أحدهما لملاحظات ميدانية قام بها كاتون أثناء إقامته في اليمن، والآخر مراجعة لملاحظاته الميدانية بعد مغادرته اليمن.

## روابط خارجية
- تاريخ اليمن : أنثروبولوجيا الحرب والوساطة